# Parabopyrella angulosa
Parabopyrella angulosa là một loài chân đều trong họ Bopyridae. Loài này được Bourdon miêu tả khoa học năm 1980.